# Michel Chamillart

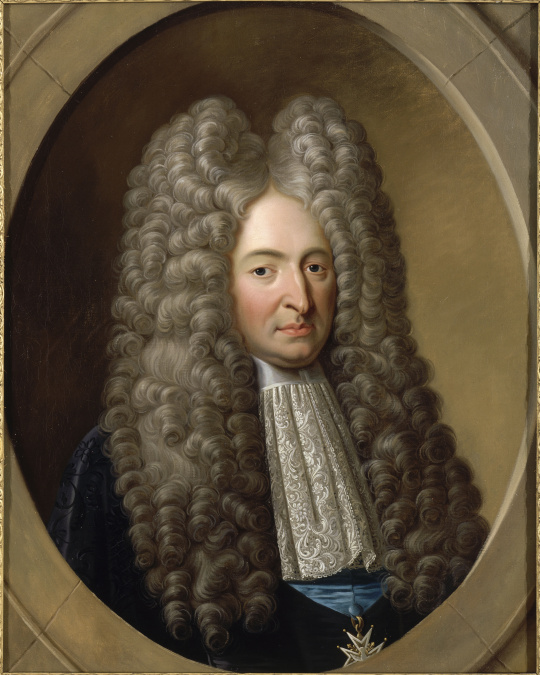
Michael Chamillart

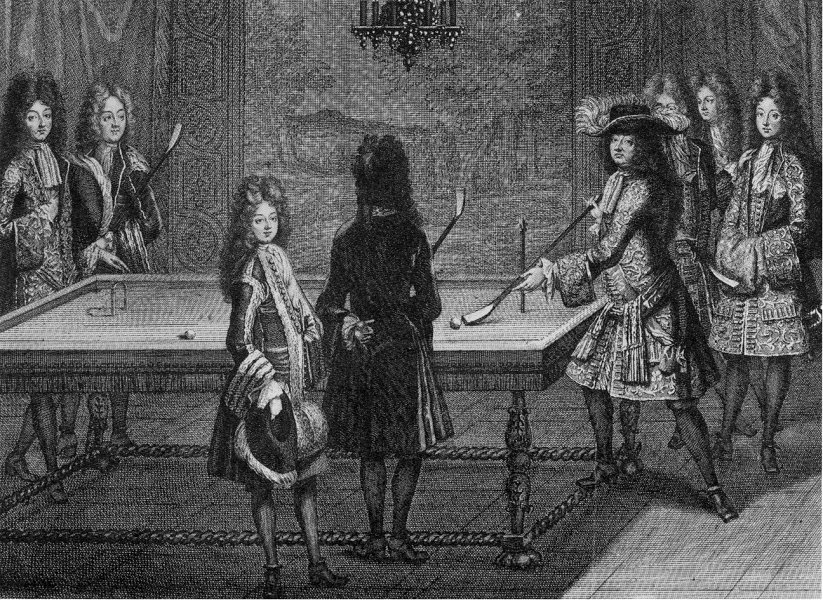
Ludwig XIV. bei seinem Lieblingsspiel, dem Billard, Versailles 1694. Personen: der König spielend, mit dem Rücken zu uns der Billardmeister Chamillart, ganz links des Königs Bruder Philippe Herzog von Orléans

Michel Chamillart (* 2. Januar 1652 in Paris; † 14. April 1721 ebenda) war ein französischer Minister unter Ludwig XIV.
Chamillart, der ältere Bruder des Bischofs Jean-François de Chamillart, war Marquis von Cany und Herr von Courcelles. Er war ein Meister im Billardspiel und Protegé von Ludwig XIV.
Im Jahr 1677 wurde er Parlamentsrat und später diente er als Requestenmeister sowie als Intendant in Rouen und der Normandie. Er wurde 1699 zum Finanzminister (frz. Contrôleur général des finances) ernannt und war vom 5. Januar 1701 bis zum 9. Juni 1709 Staatskriegsminister.
Chamillart war als Finanzminister weniger gebildet als seine beiden Vorgänger, verfügte allerdings über erhebliche Erfahrung in der Verwaltung. Er galt als aufrichtig und redlich. Im Jahr 1698 wurde unter Chamillart die erst 1695 eingeführte Kopfsteuer wieder abgeschafft, um in modifizierter Form 1701 wieder eingeführt zu werden. Allerdings war er mit der doppelten Aufgabe als Finanz- und Kriegsminister überlastet. Er war daher zunehmend auf die Hilfe von Fachleuten angewiesen. Seine Überlastung zeigte sich vor allem während des spanischen Erbfolgekrieges. In dieser Zeit wuchsen die Staatsschulden stark an. Auch die immer stärkere Kritik an seiner Amtsführung veranlasste Chamillart 1708 als Aufseher der Finanzen und ein Jahr später auch als Kriegsminister zurückzutreten.
In Montfermeil ließ er ein Schloss erbauen.